# Olga Teslenko
Olga Teslenko (República Socialista Soviética de Ucrania, 23 de mayo de 1981) es una gimnasta artística ucraniana,  medallista de bronce del mundo en 1999 en la competición por equipos.

## 1999
En el Mundial de Tianjin 1999 gana el bronce en la competición por equipos, tras Rumania y Rusia, siendo sus compañeras de equipo: Tatiana Yarosh, Inga Shkarupa, Viktoria Karpenko, Olga Roschupkina y Nataliya Horodny.